# 毛红花
毛红花（学名：Carthamus lanatus）是菊科红花属的植物。分布于欧洲、俄罗斯、地中海地区以及中国大陆的 陕西省、北京市等地，目前已由人工引种栽培。

## 雜草
在北美和澳洲，毛紅花被視為雜草。它和作物競爭，其種子會混入棉花，它的刺影響人和家畜的通行。目前最有效的控制方式是在特定季節放牧，讓牛把它吃光，並讓其他植物與它競爭。